# 源為国
源 為国（みなもと の ためくに）は、平安時代末期の武士・官人。清和源氏頼清流。蔵人源盛満（盛清）の子。後に源顕清の養子となる。義兄弟に宗清、定国、業国、盛国らがあり、子に道清、基国、宗実、経業、信国、惟国、世延（安信？）、宗信らがある。室は信西女など。崇徳院判官代。号は村上判官代。信濃村上氏の祖。

## 略歴
嘉保元年（1094年）の白河院呪詛事件に連座して信濃国へ配流された大叔父・源顕清（村上顕清）の養子となり、都で崇徳院判官代を務めた（『尊卑分脈』）。こうした関係から保元元年（1156年）7月の保元の乱では崇徳上皇・藤原頼長方として平家弘らと共に白河北殿に参じたが、敗北後の罪名宣下にその名はなく処罰を免れたものと考えられている（『兵範記』同年7月10日条、同27日条）。これは自身が信西の婿であったことや合戦に深く関与していないことなどが関係したと推測されている。
後代、子孫は信濃村上氏として存続した。なお『尊卑分脈』には同じく信濃国を地盤とした源満快の子孫に源為邦（村上源判官代）という人物がみえ、頼清流村上氏からの養子とされる。子の源基国は高陽院判官代となり同じく「村上判官代」を号し、また弟の源盛国は八条院判官代となり、筑摩郡波多郷に拠って波多判官代を号し、国衙の在庁官人となった。